# Röszke
Röszke è un comune dell'Ungheria di 3.303 abitanti (dati 2001). È situato nella contea di Csongrád-Csanád.
Il villaggio di Röszke si trova vicino al fiume Tibisco, presso il valico di confine con la Serbia.

## Storia
Il nome Röszke viene menzionato per la prima volta nel censimento del 1439, nella variante Recke. Nata come villaggio di contadini che lavoravano nei campi di tabacco contigui fino al XIX secolo, all'inizio del XX secolo, Röszke si sviluppa fino a diventare, nel 1950, un comune indipendente.

### Crisi europea dei migranti
Il paese di Röszke è stato uno centri toccati dalla crisi migratoria che ha colpito l'Europa a seguito delle ondate di rifugiati scappati dalla guerra civile in Siria, ma anche dall'Afghanistan, dal Pakistan e da altri paesi del Medio Oriente. Essendo il primo paese che si trova attraversando il confine serbo-ungherese ed ospitando un campo profughi che ospitava centinaia di rifugiati, la frontiera di Röszke veniva utilizzata giornalmente da migliaia di rifugiati che, attraverso la "rotta balcanica" intendevano attraversare l'Ungheria, il primo paese dell'Area Schengen di tale rotta, per giungere in Germania e nei paesi del Nord Europa, come la Svezia.
Nel luglio del 2015, il parlamento ungherese ha adottato una serie di leggi che, oltre a limitare il diritto d'asilo, rendono possibile la costruzione della barriera, annunciata dal primo ministro Viktor Orbán il mese prima. Terminata nel settembre successivo, questa barriera fisica che corre lungo i 175 chilometri della frontiera fra Serbia e Ungheria, ha come obiettivo quello di fermare il flusso di migranti illegali. Da allora, il paese di Röszke è stato in parte sollevato dal flusso di migranti, nonostante le tensioni tra i migranti e la polizia sia sfociata addirittura in una rivolta durante la quale sono rimaste ferite centinaia di persone.

## Amministrazione

### Gemellaggi
- Kanjiža
- Saint-Pierre-de-Trivisy
- Végvár (distretto di Timiș, Banato)

## Galleria d'immagini

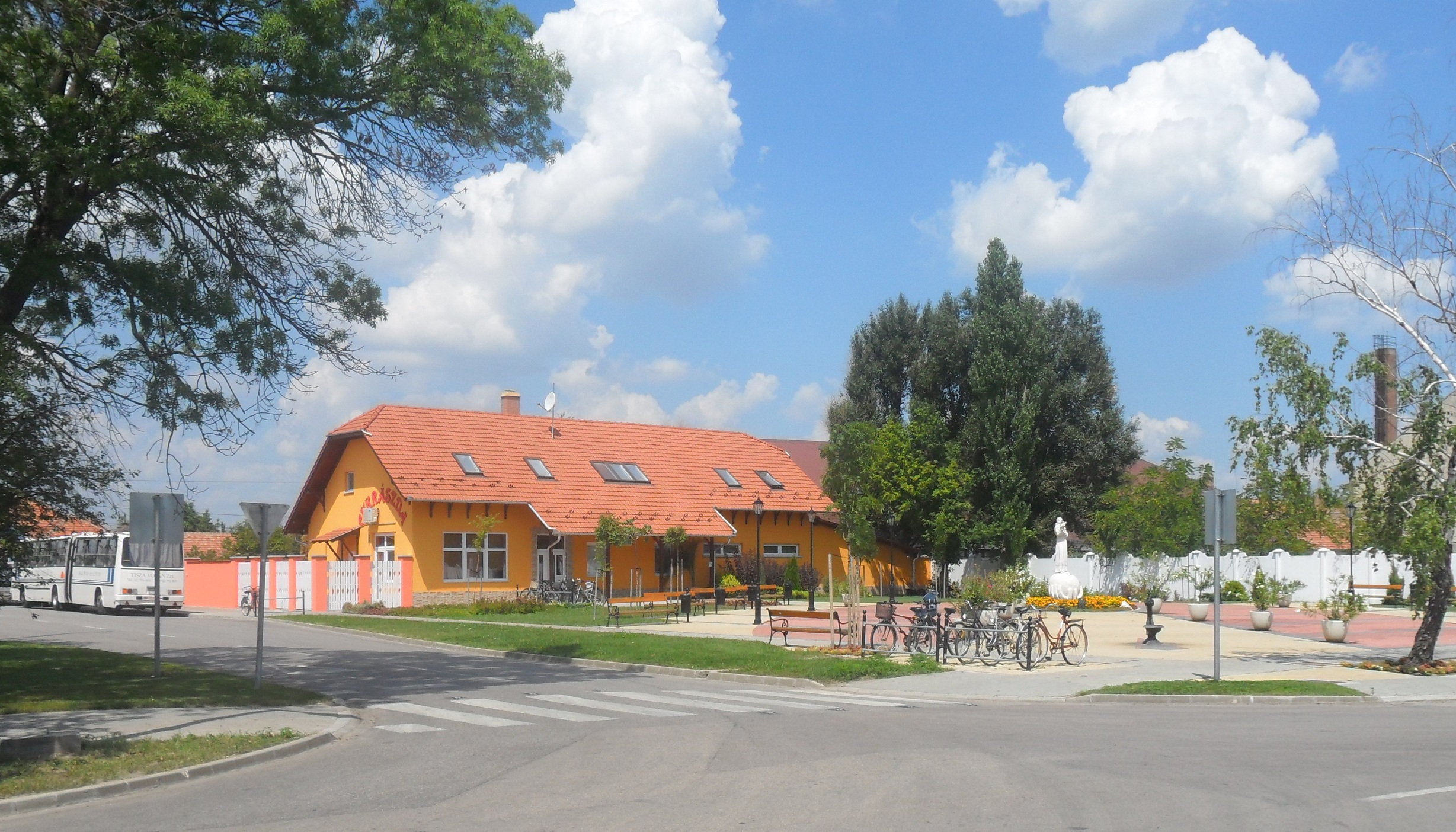
Piazza centrale di Röszke.
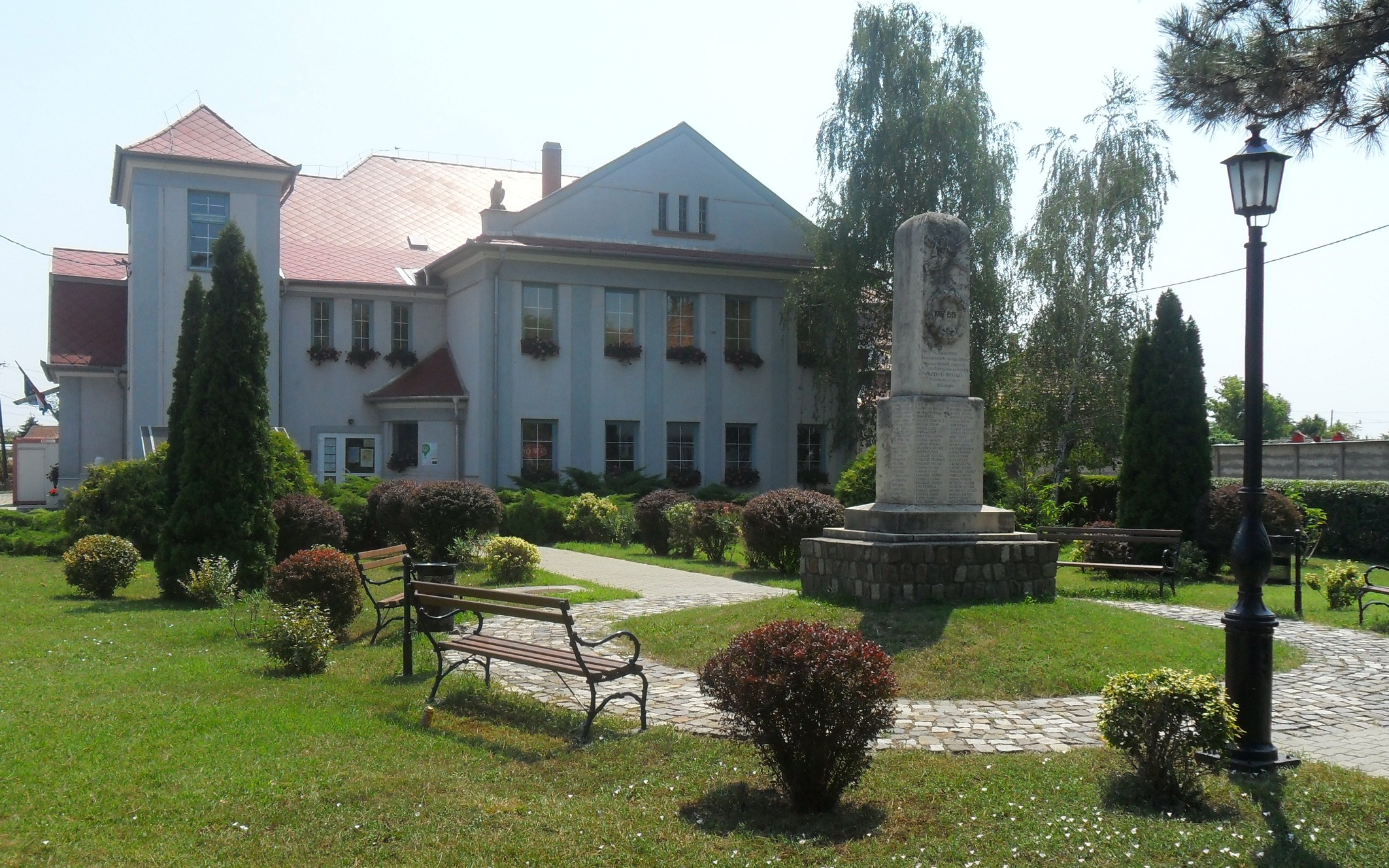
Centro culturale.
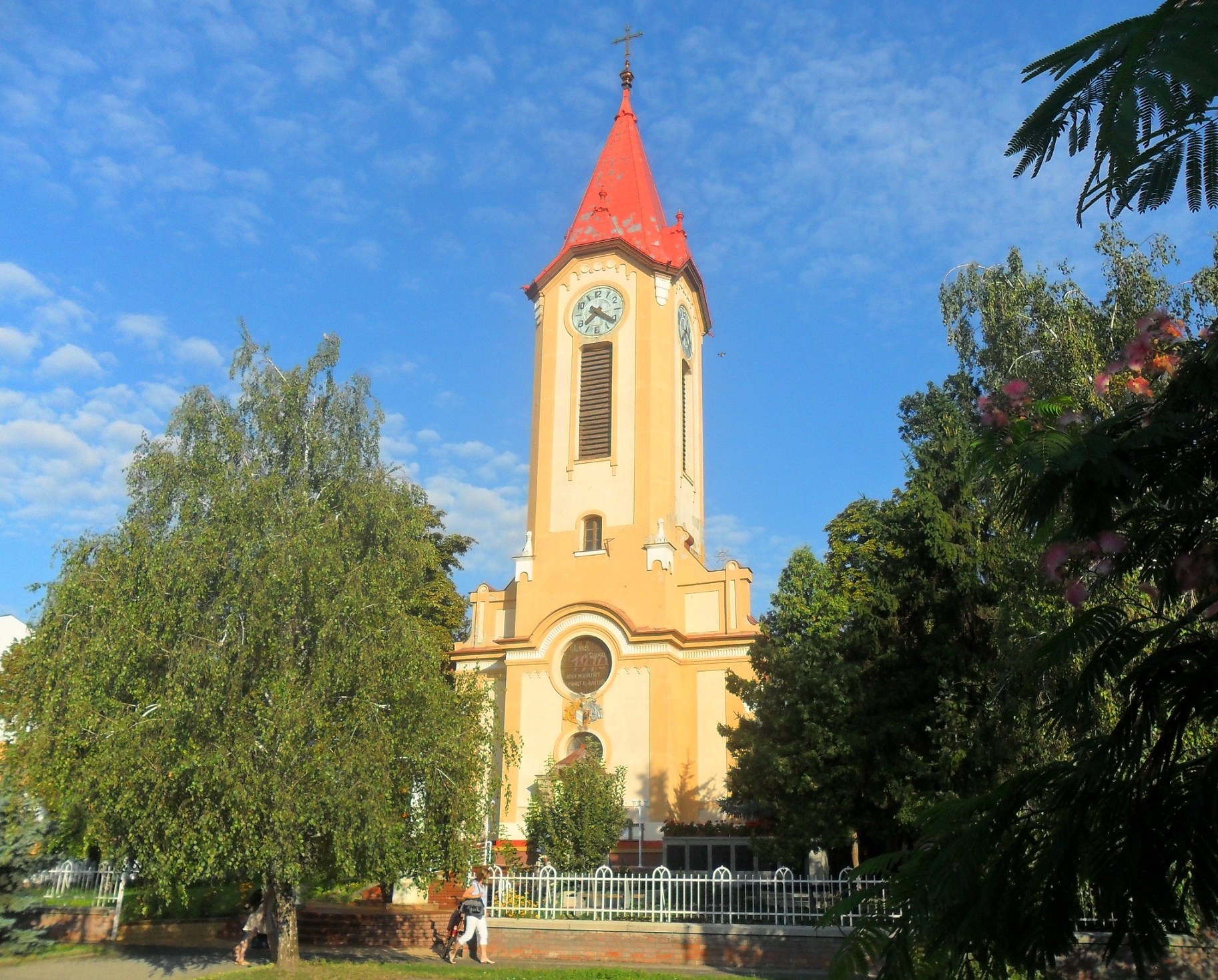
Chiesa cattolica.
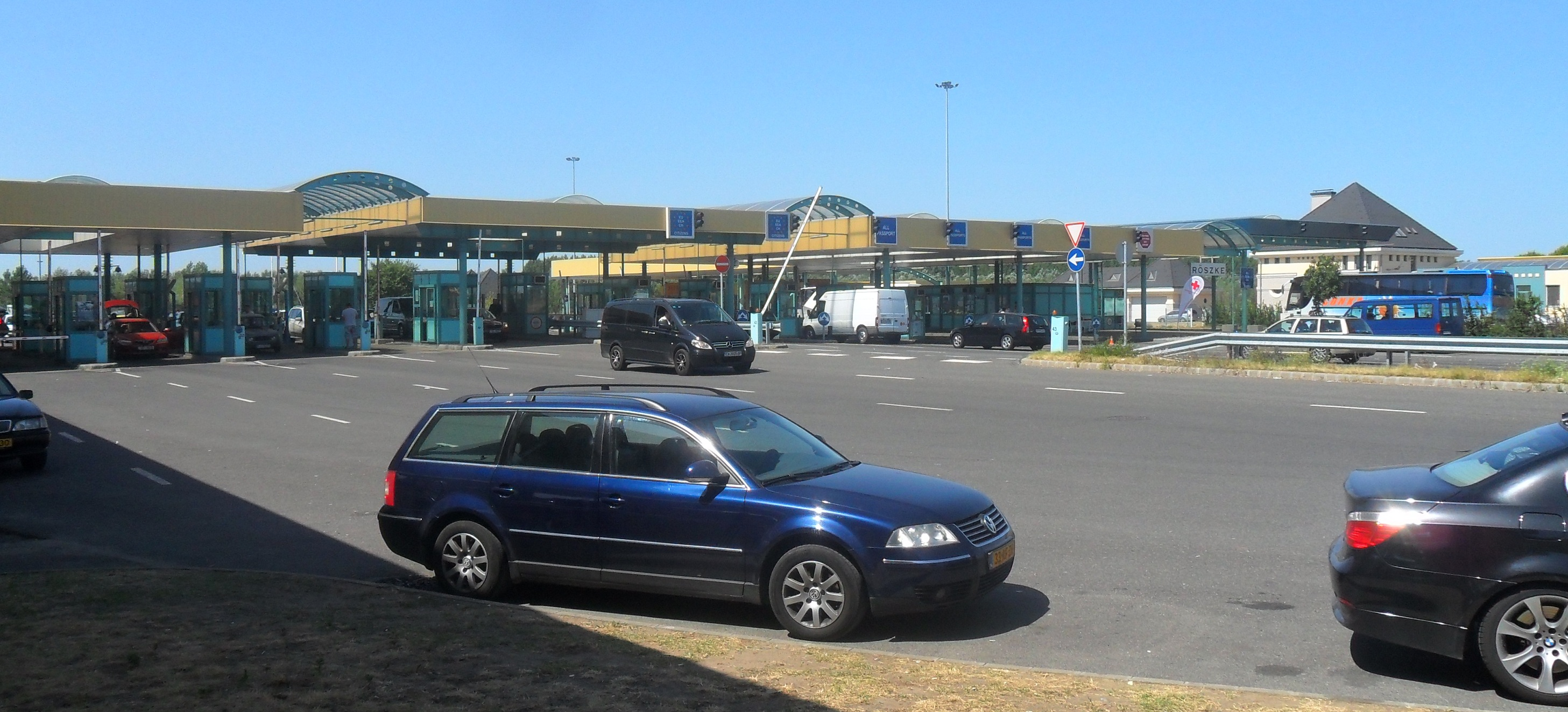
Dogana.